# Anathallis githaginea
Anathallis githaginea là một loài thực vật có hoa trong họ Lan. Loài này được (Pabst & Garay) Pridgeon & M.W.Chase mô tả khoa học đầu tiên năm 2001.